# Lúky pod Železníkom
Lúky pod Železníkom este o arie protejată (arie specială de conservare — SAC, sit de importanță comunitară — SCI) din Slovacia întinsă pe o suprafață de 30,73 ha, integral pe uscat.

## Localizare
Centrul sitului Lúky pod Železníkom este situat la coordonatele 48°38′22″N 20°08′06″E / 48.639424°N 20.134936°E.

## Înființare
Situl Lúky pod Železníkom a fost declarat sit de importanță comunitară în decembrie 2021.

## Biodiversitate
Situată în ecoregiunea alpină, aria protejată conține 1 habitat natural: Fânețe de joasă altitudine (Alopecurus pratensis, Sanguisorba officinalis).
La baza desemnării sitului se află un număr nedeclarat de specii protejate.